# Psychotria grayana
Psychotria grayana är en måreväxtart som beskrevs av Karl Moritz Schumann. Psychotria grayana ingår i släktet Psychotria och familjen måreväxter. Inga underarter finns listade i Catalogue of Life.